# Amidorus
Genre
Amidorus est un genre d'insectes de l'ordre des coléoptères, de la famille des Scarabaeidae.

## Liste d'espèces
Selon Catalogue of Life (28 févr. 2011) :
- Amidorus alagoezi
- Amidorus cribrarius
- Amidorus cribricollis
- Amidorus dentellus
- Amidorus granulatus
- Amidorus immaturus
- Amidorus koshantschikovi
- Amidorus moraguesi
- Amidorus obscurus
- Amidorus salebrosus
- Amidorus serrimargo
- Amidorus thermicola
- Amidorus transaralicus
- Amidorus umbrinus
- Amidorus zangi

Selon Fauna Europaea (14 août 2011) :
- Amidorus cribarius (Brulle, 1832)
- Amidorus immaturus (Mulsant, 1842)
- Amidorus obscurus (Fabricius, 1792)
- Amidorus thermicola (Sturm, 1800)